# مسلمانی مخفی
مسلمانی مخفی (انگلیسی: Crypto-Islam) پایبندی پنهانی به اسلام در حالی که شخص علناً به عمل به دین دیگری وانمود می‌کند. افرادی که به اسلام مخفی می‌پردازند، «مسلمانان رمزپایه» نامیده می‌شوند. این کلمه عمدتاً در اشاره به مسلمانان اسپانیایی و مسلمانان امارت سیسیل در جریان تفتیش عقاید (یعنی موریسکوها و ساراسنی‌ها و استفاده آنها از الجامیادو) استفاده شده‌است.